# Vimmerby gymnasium

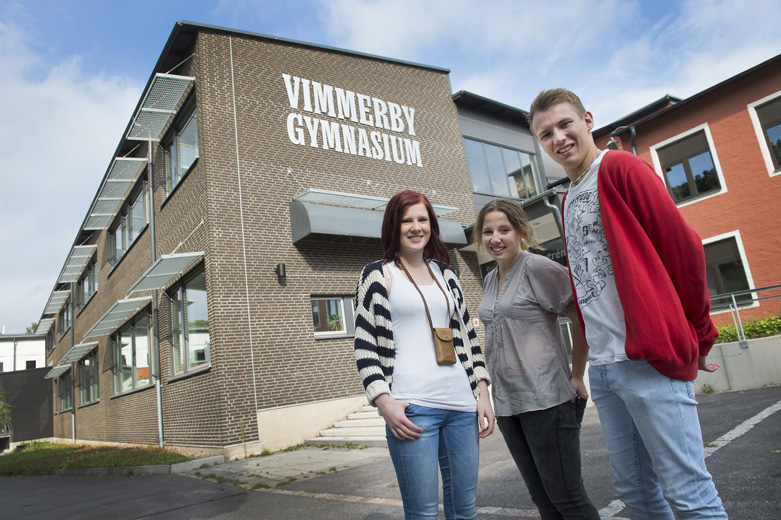
Vimmerby gymnasium

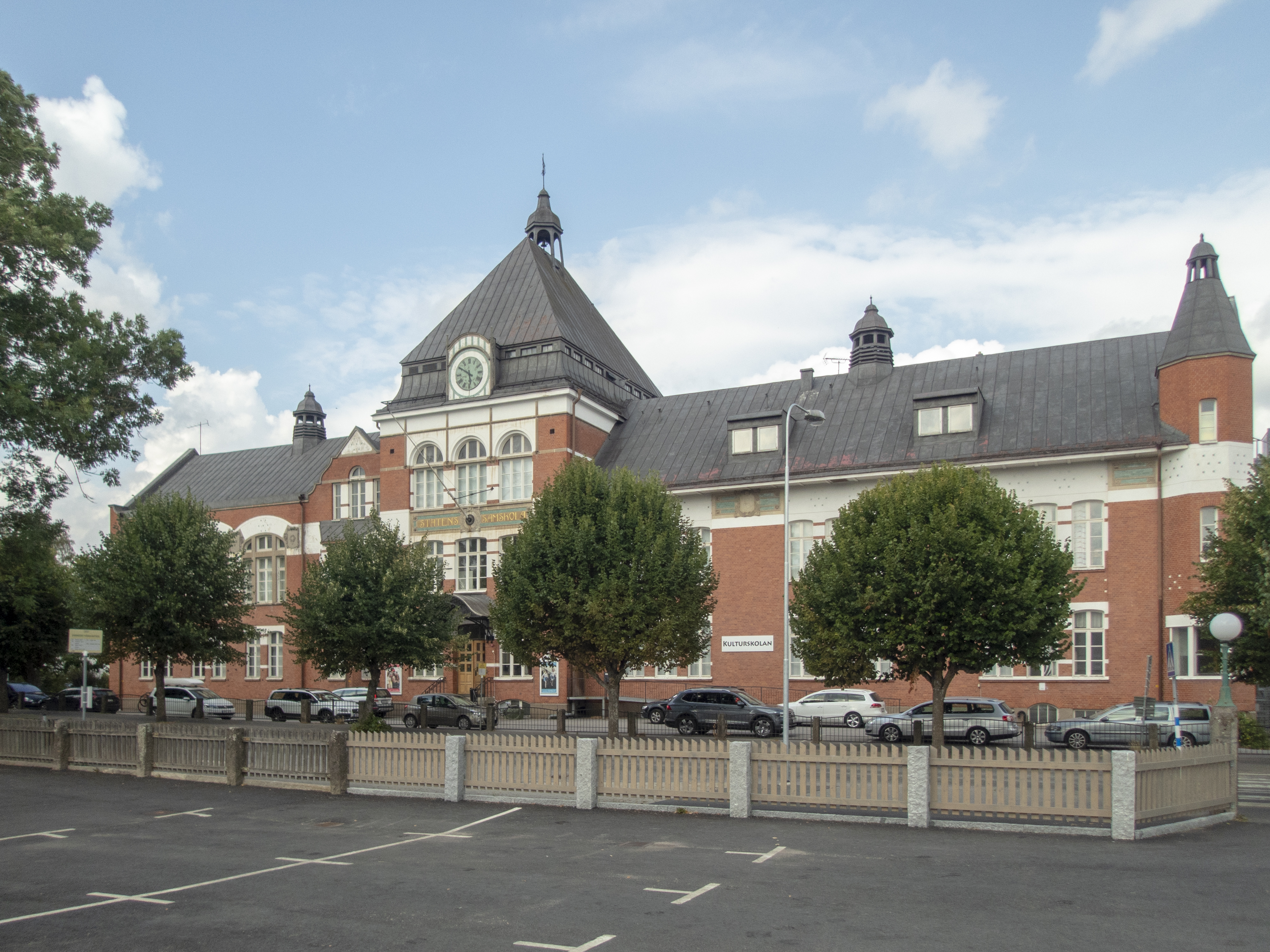
Den gamla samrealskolan, idag Kulturskola

Vimmerby gymnasium, tidigare Stångådalens gymnasium, är en gymnasieskola i centrala Vimmerby i Vimmerby kommun.   
På Vimmerby gymnasium går cirka 450 elever. Vimmerby gymnasium erbjuder nio nationella program, både högskoleförberedande program, yrkesprogram och introduktionsprogram.
2013 blev Vimmerby gymnasium ett certifierat Teknikcollege. Följande program är certifierade: Teknikprogrammet, Industritekniska programmet, El och energiprogrammet.
Före 1990 erbjöd skolan endast ett fåtal utbildningslinjer, bl.a. på båtbyggarskolan i Storebro. I dag har Vimmerby gymnasium följande utbildningsprogram: Försäljning- och service, Restaurang- och livsmedel, El- och energi, Fordon- och transport, Industritekniska, Vård- och omsorg, Naturvetenskap, Samhällsvetenskap, Teknik,  Introduktionsprogrammen samt utökat program med olika profiler: dans, ishockey, innebandy, fotboll och kreativt skrivande och skapande.
Vimmerby gymnasiums huvudbyggnad är granne med den gamla samrealskolan i Vimmerby, byggd 1907 enligt Georg A. Nilssons ritningar, utbyggd 2009.
Vimmerby gymnasiums skoltidning Frizon har vunnit Lilla journalistpriset år 2005 och 2012. Tidningen har även blivit utsedd till årets skoltidskrift av Sveriges Tidskrifter år 2008 och 2011.